# Камерный концерт (Берг)
Камерный концерт (нем. Kammerkonzert) для фортепиано, скрипки и 13 духовых инструментов — сочинение Альбана Берга, созданное между 1923 и 1925 годами. Премьера концерта состоялась 19 марта 1927 года. Композиция посвящена 50-летнему юбилею Арнольда Шёнберга.

## Структура
Произведение состоит из трёх частей:
- I. Thema scherzoso con variazioni
- II. Adagio
- III. Rondo ritmico con introduzione

В первой части Берг зашифровывает своё имя и фамилию, а также инициалы двух других представителей Новой венской школы:
ArnolD SCHönBErG → A-D-E♭ (Es)-C-B-B♭-E-G (серия из 12 нот)
Anton wEBErn → A-E-B♭-E
AlBAn BErG → A-B♭-A-B♭-E-G